# Nola plagioschema
Nola plagioschema är en fjärilsart som beskrevs av Turner 1939. Nola plagioschema ingår i släktet Nola och familjen trågspinnare. Inga underarter finns listade i Catalogue of Life.